# Мэннинг, Тревор
Тревор Уэйн Мэннинг (англ. Trevor Wayne Manning, 19 декабря 1945, Веллингтон, Новая Зеландия) — новозеландский хоккеист (хоккей на траве), вратарь. Олимпийский чемпион 1976 года.

## Биография
Тревор Мэннинг родился 19 декабря 1945 года в новозеландском городе Веллингтон.
Играл в хоккей на траве за «Карори» из Веллингтона.
В 1967 году дебютировал в сборной Новой Зеландии.
В 1968 году вошёл в состав сборной Новой Зеландии по хоккею на траве на летних Олимпийских играх в Мехико, занявшей 7-е место. В матчах не участвовал.
В 1968 году вошёл в состав сборной Новой Зеландии по хоккею на траве на летних Олимпийских играх в Мюнхене, занявшей 9-е место. В матчах не участвовал.
В 1976 году вошёл в состав сборной Новой Зеландии по хоккею на траве на летних Олимпийских играх в Монреале и завоевал золотую медаль. Играл на позиции вратаря, провёл 7 матчей, пропустил 9 мячей (пять мячей от сборной Пакистана, по одному — от ФРГ, Испании, Бельгии и Нидерландов).
За 13 минут до конца финального матча против сборной Австралии (1:0), парируя удар Иана Кука, сильно повредил коленную чашечку, но продолжил игру, сделав ещё один сэйв в конце поединка. После игры колено распухло так, что на церемонию награждения его вывели товарищи по команде. Мэннинг не мог получить средства от Новозеландской федерации хоккея, поскольку во время травмы находился за границей. Он получил 200 долларов от правительства и 750 долларов от олимпийского союза, однако высказывались предположения, что получение денег нарушит любительский статус хоккеиста. Мэннинг залечил колено через несколько месяцев, но в нём навсегда осталась проволока.
После Олимпиады завершил игровую карьеру, затем работал в хоккее.

## Увековечение
В 1990 году в составе сборной Новой Зеландии, выигравшей Олимпиаду, введён в Новозеландский спортивный Зал славы.